# Аманжолов, Сарсен Аманжолович
Сарсе́н Аманжо́лович Аманжо́лов (27 декабря 1903, аул Егинсу, Семипалатинская область, Российская империя — 28 января 1958, Алма-Ата, Казахская ССР) — советский лингвист-тюрколог, один из основоположников казахского языкознания. Доктор филологических наук (1948), профессор (1948), член-корреспондент АН Казахской ССР (1954).
Разработал основы казахской грамматики для начальных, средних и высших учебных заведений, основы казахской письменности (алфавит и орфография), основные принципы казахской терминологии, основы казахской диалектологии на кириллице. Составил и редактировал орфографический, русско-казахский, русско-казахский военный и русско-казахский сельскохозяйственный словари.

## Биография
Родился 27 декабря 1903 года в ауле Егинсу Семипалатинской области (ныне — Уланский район Восточно-Казахстанской области Казахстана). Происходит из подрода Әлменбет рода Терістаңбалы племени Найман.
Шежире Сарсена Аманжолова:
Алаш – Найман – Терістаңбалы – Келбұға – Шүршейіт – Әлменбет – Шерубай – Аралбай – Майлыбай – Шаң батыр – Балықбай (прадед) – Есжан (дед) – Аманжол – Сәрсен.
Окончил в 1916 году в Катон-Карагае русско-казахскую школу и поступил в реальное училище в Усть-Каменогорске. Однако из-за финансовых проблем бросил учёбу. Через некоторое время поступил на трёхмесячные учительские курсы в Семипалатинске, после окончания которых работал учителем в родном ауле.
В 1924 году был приглашён на работу ответственным секретарём исполнительного комитета Восточно-Казахстанской области.
В 1926 году поступил в Ташкенте на отделение казахского языка и литературы факультета педагогики при Среднеазиатском государственном университете.
С осени 1931 года стал преподавать в Казахском педагогическом институте имени Абая. С 1932 года он занимал должность доцента. В этом институте он проработал почти 30 лет. В это время он работал над созданием учебников, научных программ.
В 1931 году появился букварь, в создании которого он принимал деятельное участие. В следующем году вышла в свет «Грамматика казахского языка» С. Аманжолова для 4-го класса. В этом же году под его редакторством вышел учебник казахского языка для 1-3-го классов. Позже, в 1934—1940 годах, он написал учебник грамматики для средних школ.
В 1934 году родился сын — Аманжолов, Алтай Сарсенович.
10 ноября 1940 года на 5-й сессии Верховного Совета Казахской ССР был принят проект нового алфавита С. Аманжолова.
С февраля 1942 по июнь 1946 года С. Аманжолов находился на действительной военной службе в рядах Советской Армии. Он вёл политико-воспитательную работу среди бойцов нерусской национальности, выпускал на казахском языке «Блокнот агитатора Красной Армии» и листовки о героях Советского Союза.
В 1948 году защитил в Москве диссертацию по этногенезу казахского народа.
Умер 28 января 1958 года, похоронен на Центральном кладбище Алматы.

## Отзывы
М. Н. Вяткин в 1948 году писал: 
Ни один исследователь вопроса этногенеза казахского народа мимо исследования С. Аманжолова не пройдёт.
Член-корреспондент АН СССР, профессор Н. К. Дмитриев писал: 
Труд С. Аманжолова стал событием в казахской филологии, потому что его труд был первым глубоким научным исследованием в области казахской диалектологии. Основная суть диссертации — он опроверг богатым материалом ложное и вредное для науки мнение о том, что в современном казахском языке отсутствует диалект.

### Статьи
- «Элементы флективности в казахском языке» (1935)
- «Септік жалғауларының қызметі» — «Функции падежных окончаний» (1936)
- «Сөйлем мүшелерін таптастыру мәселелері» — «Проблемы классификации членов предложения» (1936)
- «Природа сложноподчиненных предложений в казахском языке по сравнению с русским языком» (1940)
- «Советское языкознание на новом этапе» (1951)

### Неизданное
- О языке кыпчакского племенного союза (1957)
- Природа прилагательных в казахском языке (1946)
- «Из опыта политико-воспитательной работы среди бойцов нерусской национальности в дни Великой Отечественной войны» (1945)

и др.

## Память
В целях увековечивания памяти С. А. Аманжолова в Казахстане в нескольких городах в его честь названы улицы:
- Ул. Аманжолова в Алматы
- Ул. Аманжолова в Жезказгане

Также в Усть-Каменогорске расположен Восточно-Казахстанский государственный университет имени С. Аманжолова.